# Pyracantha coccinea
Pyracantha coccinea là loài thực vật có hoa trong họ Hoa hồng. Loài này được M. Roem. miêu tả khoa học đầu tiên năm 1847.

## Hình ảnh

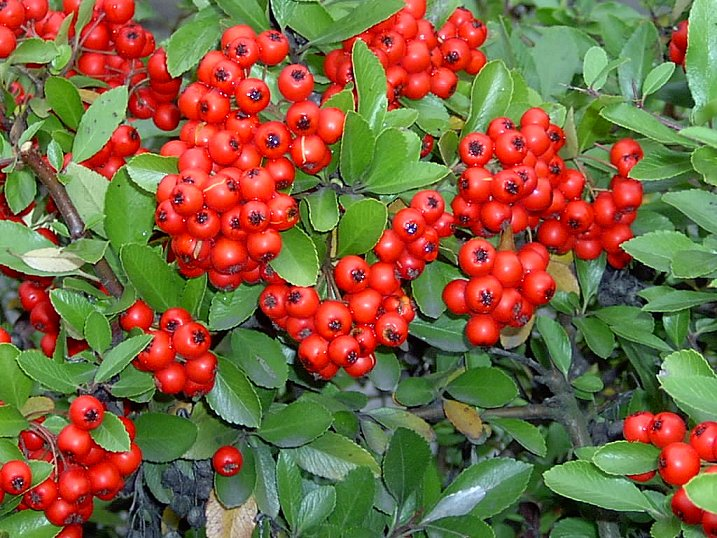
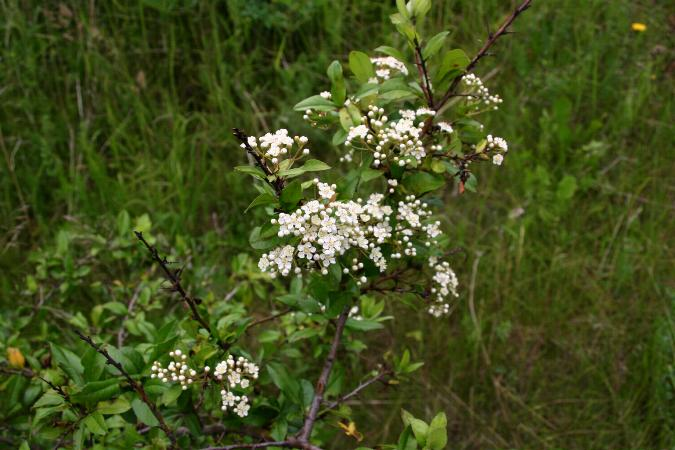
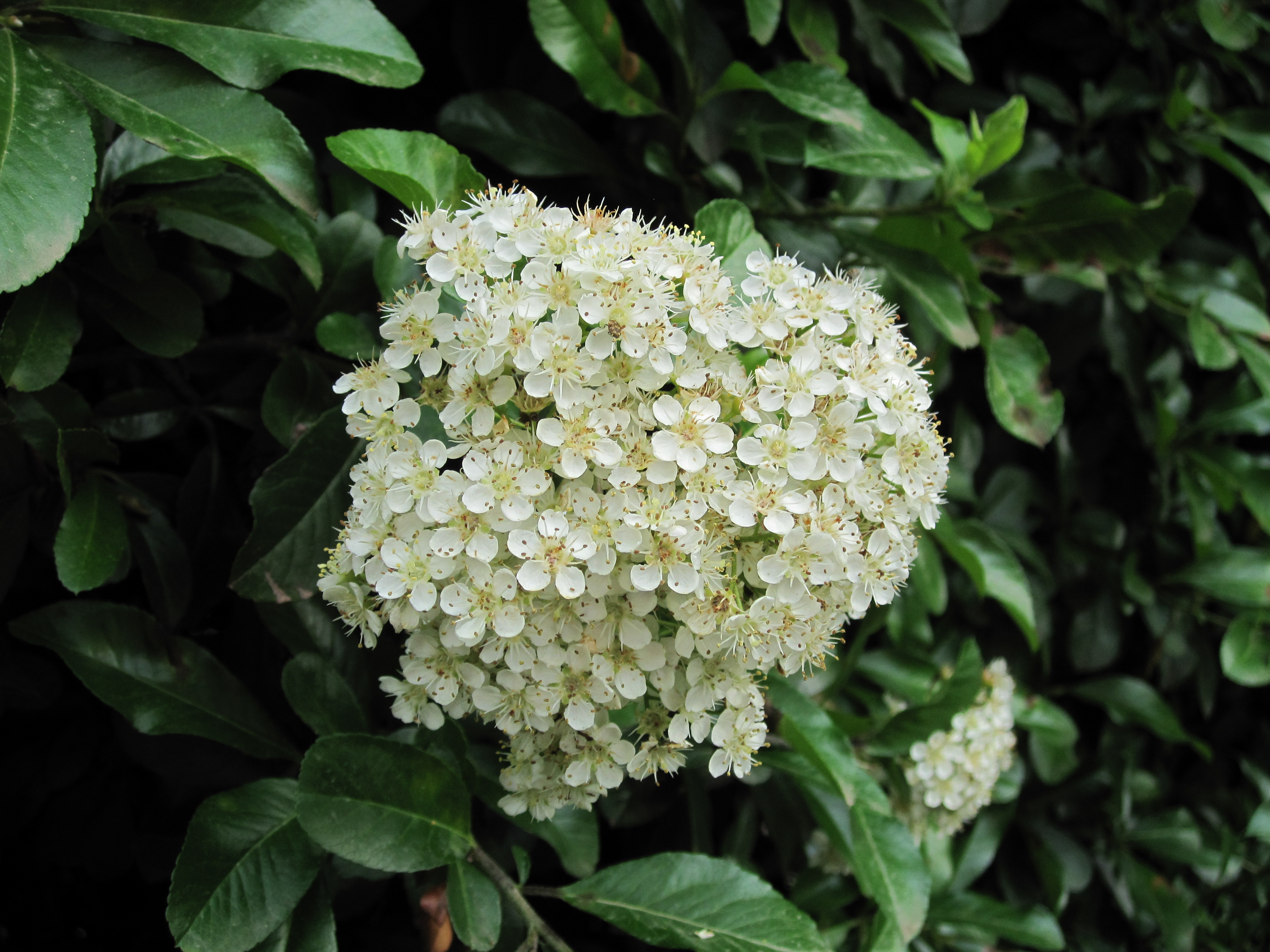
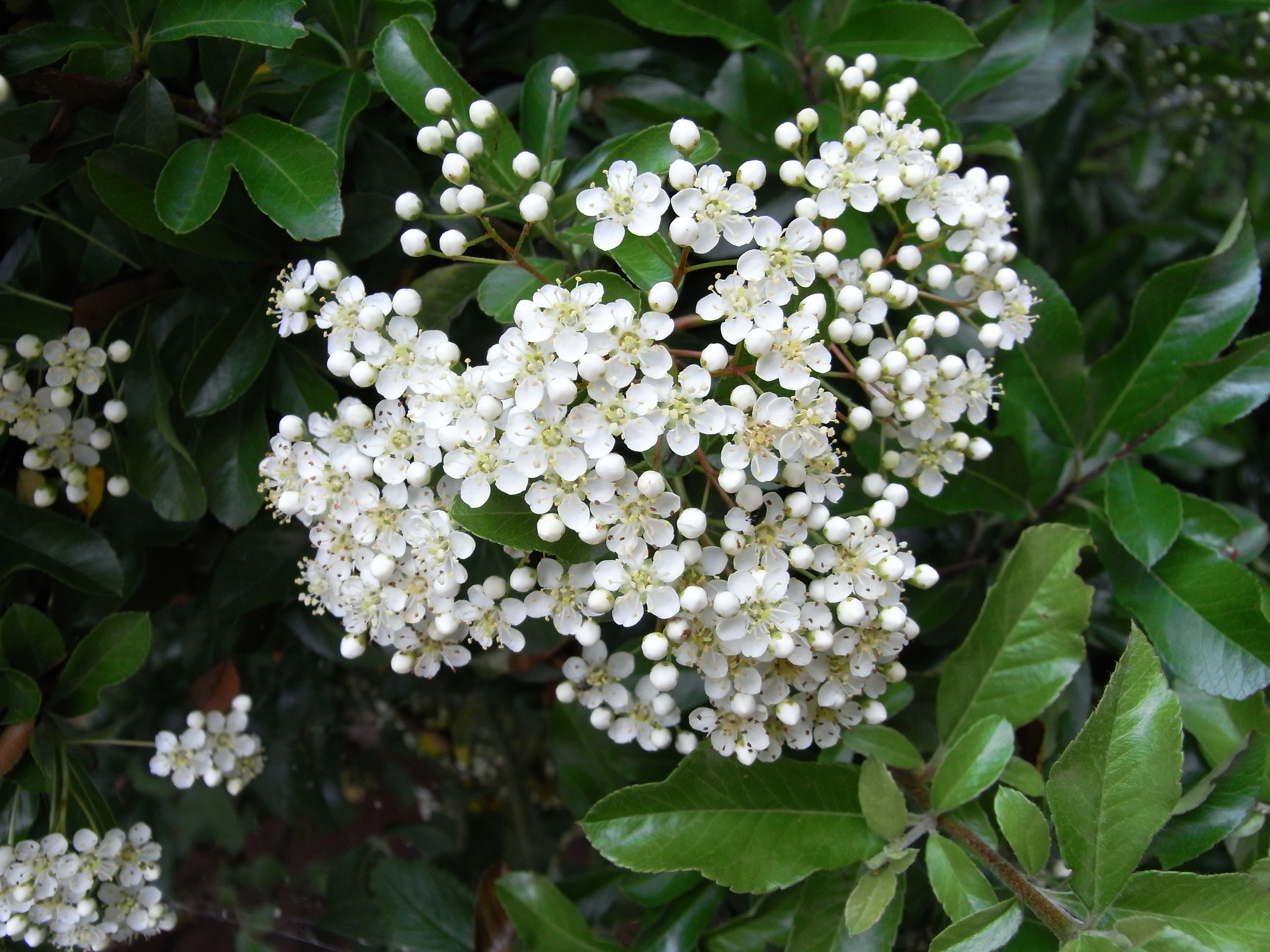